# Periot
Periot war eine englische Gewichtseinheit, die Bezug auf das Troy-Pfund mit einer Masse von 373,1501 Gramm nahm. Es war als Gold- und Silbergewicht in der Funktion der Kölner Mark. Verbindende Einheit war das Grän mit 2880 Teilen auf das Londoner Troy-Pfund (1 Troy-Pfund = 12 Unzen = 120 Pfennige = 2880 Grän = 57.600 Mites = 1.382.400 Droit = 33.177.600 Periot = 796.262.400 Blanks).
- 1 Periot = 24 Blanks = rund 0,1296 Gramm
- 24 Periot = 1 Droit